# 麦德华
麦德华（英語：Tak Wah Mak，1946年10月4日—），免疫学家、生物化学专家以及癌症基因专家，2000年「加拿大勋章」获得者。

## 生平
麦德华於1946年生于中国廣州，在香港长大，就讀於九龍華仁書院，之後在美国威斯康辛大学攻讀学习生物化学，在加拿大阿尔伯塔大学获得生物化学博士学位。这之后他一直在多伦多工作。
1984年，麦博士发表了關於人体免疫系统中的T细胞受体（T-cell receptor）的文章，到2005年该文章已经被引用了1200次以上。麦博士的研究大大促进了人类在基因科学和治疗癌症方面的进展。
1993年麦博士主导成立了多伦多AMGEN研究中心。

## 榮譽
- 1989年，加拿大蓋爾德納國際獎。
- 2000年，加拿大勳章。
- 2007年，安大略省勳章（英语：Order of Ontario）[1]。
- 2008年，香港大學名譽科學博士學位[2]。
- 2009年，入選加拿大醫學名人堂（英语：Canadian Medical Hall of Fame）[3]。
- 2015年，香港科學院創院院士[4]。